# Síndrome XXXY
A síndrome XXXY é uma condição genética caracterizada por uma aneuploidia do cromossomo sexual, em que os indivíduos possuem dois cromossomos X extras. As pessoas, na maioria dos casos, têm dois cromossomos sexuais: um X e um Y ou dois cromossomos X. A presença de um cromossomo Y com um gene SRY em funcionamento causa a expressão de genes que determinam a masculinidade. Por isso, a síndrome XXXY afeta apenas homens biológicos, independentemente da identidade de gênero. Os dois cromossomos X adicionais em homens com a síndrome XXXY faz com que eles tenham 48 cromossomos, em vez dos 46 típicos. A síndrome XXXY é, portanto, frequentemente referida como 48,XXXY. Há uma grande variedade de sintomas associados a esta síndrome, incluindo problemas cognitivos e comportamentais, taurodontismo e infertilidade. Essa síndrome é geralmente herdada por meio de uma nova mutação em um dos gametas dos pais, pois os afetados por ela geralmente são inférteis. Estima-se que XXXY afete um em cada 50 mil nascimentos do sexo masculino.